# Темноспинная брахигальба
Темноспинная брахигальба (лат. Brachygalba salmoni) — певчая птица из семейства якамаровых.
Вид распространён на северо-западе Колумбии и востоке Панамы. Живёт в тропических и субтропических низменных дождевых лесах.
Мелкая птица, длиной до 18 см. Клюв длиной до 5 см. Верхняя часть тела, грудь и бока чёрного окраса с тёмно-зелёными тонами. Верх головы красновато-коричневый, грудь блестящая, горло беловатое, а брюхо и нижняя часть груди коричневые.
Питается насекомыми, на которых охотится в полёте.